# ماریو و سونیک در المپیک توکیو ۲۰۲۰
ماریو و سونیک در بازی‌های المپیک توکیو ۲۰۲۰ (انگلیسی: Mario & Sonic at the Tokyo 2020 Olympic Games) یک بازی ویدئویی در سبک ورزشی برگرفته از بازی‌های المپیک تابستانی ۲۰۲۰ است. این عنوان ششمین نسخه از مجموعه بازی‌های ماریو و سونیک، تلفیقی بین فرانشیزهای سوپر ماریو از شرکت نینتندو و سونیک خارپشت از شرکت سگا است. این بازی توسط سگا در نوامبر ۲۰۱۹ برای کنسول نینتندو سوئیچ منتشر شده‌است و قرار است در سال ۲۰۲۰ نیز برای دستگاه بازی آرکید عرضه شود.